# Негели, Оскар
Оскар Не́гели (нем. Oskar Naegeli; 25 февраля 1885, Эрматинген — 19 ноября 1959, Фрибур) — швейцарский врач-дерматолог и шахматист.

## Биография
Учился в Женевском, Цюрихском, Мюнхенском и Гейдельбергском университетах. Получил степень доктора в Цюрихском университете в 1909 г. Работал в Патологическом институте во Фрайбурге-им-Брайсгау под руководством Л. Ашоффа и в поликлинике Цюрихского университета под руководством П. О. Моравица.
С 1917 по 1941 гг. работал в госпитале при Бернском университете в должности чрезвычайного профессора и главного дерматолога. Впервые описал наследственное кожное заболевание, известное ныне как синдром Негели — Франческетти — Ядассона (мутация кератина 14 в 17-й хромосоме).

## Семья
Отец — Отто Негели-ст. (1843—1922) — врач, основоположник мануальной терапии.
Брат — Отто Негели-мл. (1871—1938) — врач, специалист по дифференциальной диагностике, исследователь туберкулеза и лейкоза, учредитель премии Отто Негели.
Внучатый племянник — Харальд Негели (род. в 1939 г.) — художник-граффитист, известный как «Опрыскиватель из Цюриха».

## Шахматная карьера
Двукратный чемпион Швейцарии (1910 и 1936 гг.).
В составе сборной Швейцарии участник неофициальной (1936 г.) и четырех официальных шахматных олимпиад (1927, 1928, 1931 и 1935 гг.).
Участник чемпионата мира ФИДЕ (неофициальной олимпиады) 1924 г.
Участник сильных по составу международных турниров в Берне (1925 и 1932 гг.) и Цюрихе (1934 г.).

## Спортивные результаты
| Год  | Город   | Соревнование                                                     | + | − | = | Результат | Место |
| ---- | ------- | ---------------------------------------------------------------- | - | - | - | --------- | ----- |
| 1910 | Женева  | Чемпионат Швейцарии                                              |   |   |   |           | 1     |
| 1922 | Милан   | Матч Италия — Швейцария (против Д. Маротти)                      | 1 | 1 | 0 | 1 из 2    |       |
| 1923 | Берн    | Матч Швейцария — сборная юга Германии (против Г. Гебхардта)      | 1 | 0 | 1 | 1½ из 2   |       |
| 1924 | Париж   | Чемпионат мира ФИДЕ                                              |   |   |   | 6½ из     |       |
| 1925 | Берн    | Международный турнир                                             | 2 | 3 | 1 | 2½ из 6   | 3     |
| 1927 | Лондон  | I Олимпиада (сборная Швейцарии, 2-я доска)                       |   |   |   | [ 3 ]     |       |
| 1928 | Гаага   | II Олимпиада (сборная Швейцарии, 4-я доска)                      | 3 | 3 | 5 | 5½ из 11  |       |
| 1930 | Ле Понт | Международный турнир                                             |   |   |   |           |       |
| 1931 | Прага   | IV Олимпиада (сборная Швейцарии, 2-я доска)                      |   |   |   | [ 4 ]     |       |
| 1932 | Берн    | Матч с О. С. Бернштейном                                         | 1 | 3 | 0 | 1 : 3     |       |
|      | Берн    | Тренировочная партия с А. А. Алехиным                            | 1 | 0 | 0 | 1 из 1    |       |
|      | Берн    | Международный турнир                                             | 5 | 8 | 2 | 6 из 15   | 9—12  |
| 1933 | Берн    | Матч с С. М. Флором                                              | 1 | 3 | 2 | 2 : 4     |       |
| 1934 | Цюрих   | Международный турнир                                             | 0 | 9 | 6 | 3 из 15   | 15    |
| 1935 | Варшава | VI Олимпиада (сборная Швейцарии, 1-я доска)                      |   |   |   | [ 6 ]     |       |
| 1936 | Люцерн  | Чемпионат Швейцарии                                              |   |   |   |           | 1     |
|      | Мюнхен  | Неофициальная шахматная олимпиада (сборная Швейцарии, 1-я доска) |   |   |   | [ 7 ]     |       |
| 1950 | Люцерн  | Чемпионат Швейцарии                                              | 4 | 5 | 1 | 4½ из 10  | 5—8   |